# Ceratina waini
Ceratina waini är en biart som först beskrevs av Shiokawa och Sakagami 1969.  Ceratina waini ingår i släktet märgbin, och familjen långtungebin. Inga underarter finns listade i Catalogue of Life.